# Руда (Пясечинський повіт)
Руда (пол. Ruda) — село в Польщі, у гміні Тарчин Пясечинського повіту Мазовецького воєводства.
Населення — 249 осіб (2011).
У 1975-1998 роках село належало до Варшавського воєводства.

## Демографія
Демографічна структура станом на 31 березня 2011 року:
|          | Загалом | Допрацездатний вік | Працездатний вік | Постпрацездатний вік |
| -------- | ------- | ------------------ | ---------------- | -------------------- |
| Чоловіки | 125     | 28                 | 84               | 13                   |
| Жінки    | 124     | 28                 | 79               | 17                   |
| Разом    | 249     | 56                 | 163              | 30                   |